# 主調
主调在日常生活中指的是重要观点或重要的事物，在音乐中可以指主调音乐或主音音乐（英語：Homophony），与“复调音乐”相对，指只有一个旋律，其余音乐内容为该旋律的陪衬的音乐织体。